# Monrovia (Maryland)
Pour les articles homonymes, voir Monrovia (homonymie).
Monrovia est une census-designated place située dans le comté de Frederick, dans l’État du Maryland, aux États-Unis. Lors du recensement de 2020, elle comptait 2 702 habitants.